# Codex Faenza
Pour les articles homonymes, voir Faenza (homonymie).
Le Codex Faenza (I-FZc117) est un manuscrit copié au début du XVe siècle qui contient l'une des plus anciennes collections de musique pour clavier dont on dispose. Il est aujourd'hui conservé, sous la cote Ms. 117, à la Bibliothèque communale de Faenza, localité proche de Ravenne, en Italie.  Il est parfois nommé Codex Bonadies, en raison du traité de Johannes Bonadies qui y figure, « Regulae Cantus » (1473) ; l'auteur et le titre du traité apparaissent sur la reliure : « Bonadies Regulae Cantus ».

## Histoire
Le codex a été copié au monastère carmélite de San Paulo, à Ferrare. Il est compilé aux alentours de 1400 – 1425, mais il contient de la musique plus ancienne, remontant aux années 1340.
Le Padre Martini, pour l’avoir recopié, connaissait le traité de Johannes Bonadies sous le nom de Codex Bonadies.

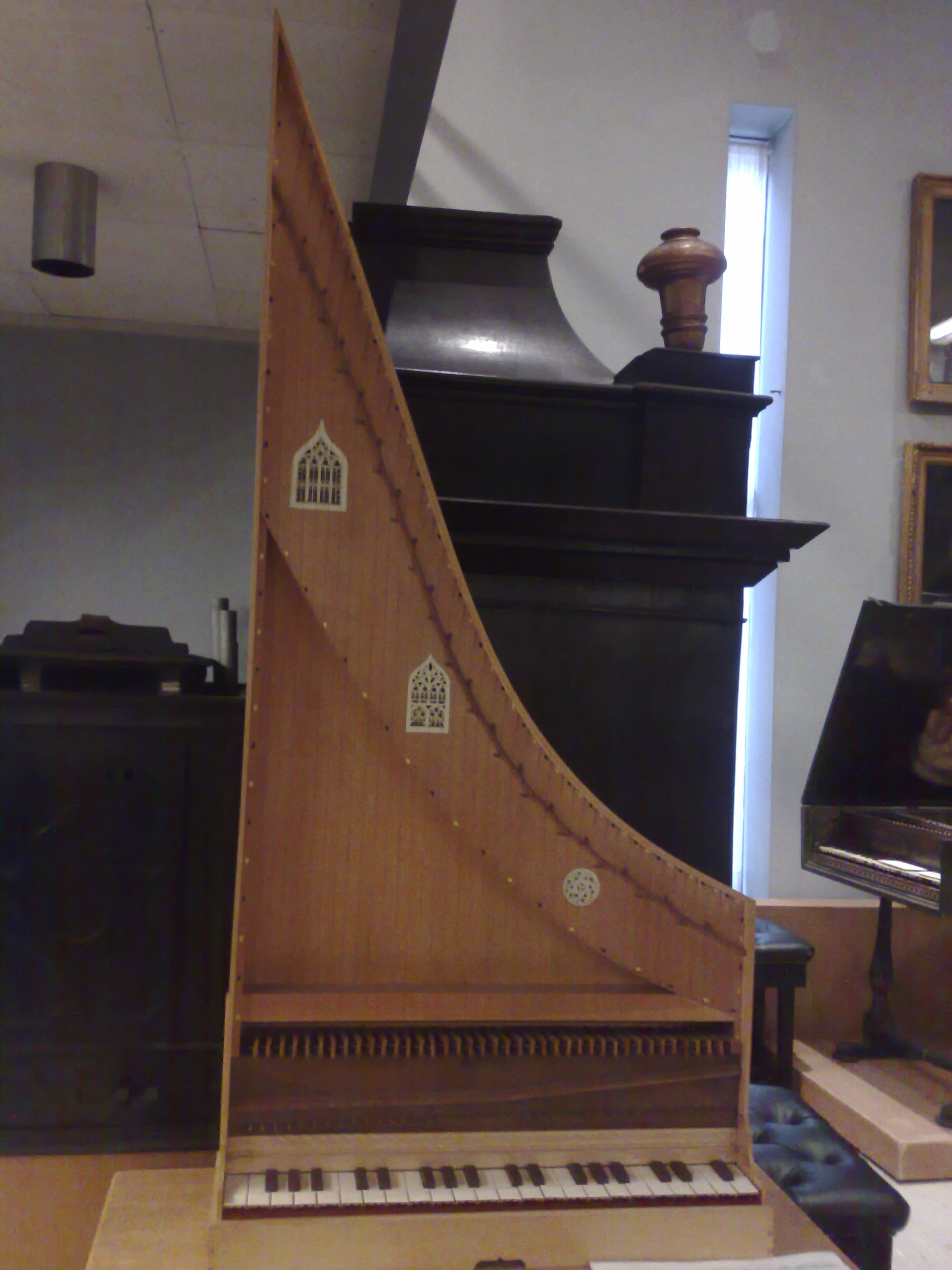
Copie d'un Clavicythérium italien daté du dernier tiers du XVe siècle, dont l'original est conservé au musée de la musique du Royal College of Music. Une autre copie de l'instrument original, réalisée par le facteur Émile Jobin, est utilisée pour l'enregistrement de Marcel Pérès.

Le musicologue Gino Roncaglia redécouvre le codex lors d'un inventaire de la bibliothèque à la fin des années 1930 et publie un fac-similé de « Non ara may pieta questa mia dona » de Francesco Landini (no 53). Charles Van den Borren infirme des éléments d'explication de Roncaglia, dans un article paru en 1940 : « Le codex de Johannes Bonadies, musicien du XVe siècle ».

## Description
Le codex mesure 245 × 175 mm. Il est composé de 98 feuillets de parchemin en dix fascicules irréguliers. Quatre mains de scribes ont compilé le contenu. Le folio 12 est perdu et les fos  1r/v, 27r, 32v, 33r/v, 58v, 59r, 61v, 98v sont vides.

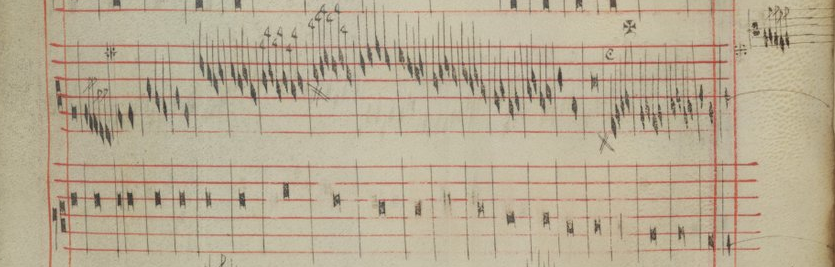
Codex Faenza, folio 54, ajout marginal : quelques notes oubliées lors de la copie. Preuve de l'usage de ces partitions.

Le répertoire est notamment composé des 52 tablatures à deux voix, appelées diminutions (fos  2r-5r, 36r–58r, 68r–83r et 88r–97v) et dix autres pièces vocales à trois ou quatre voix : 4 Kyries, 1 Gloria, 1 Sanctus, 5 Magnificats.
La plupart des compositions qu'il contient sont des adaptations de pièces vocales italiennes et françaises, bien plus anciennes, écrites par des compositeurs célèbres du XIVe siècle, dont huit noms sont identifiés, notamment Francesco Landini (1 pièce), Guillaume de Machaut (3) et Jacopo da Bologna (4), ainsi que des compositions anonymes. Les autres compositeurs moins connus sont : John Hothby (9 pièces), Johannes de Erfordia (5), Bernhard Ycart (5), Johannes Bonadies (1). Dans quelques cas, le modèle vocal a été perdu et tout ce qu'il nous en reste est la version pour clavier contenue dans ce manuscrit. Certaines des versions instrumentales sont semblables aux versions vocales ; toutefois dans d'autres pièces, bien que la voix de ténor soit semblable (dans la polyphonie médiévale le mot ténor désigne un pupitre, dont l'ambitus se situe entre celui des altos et celui des basses), le traitement donné aux autres voix (contreténor, duplum, triplum), donne l'impression d'une nouvelle composition.
Bien que la majorité des pièces relève de la musique profane, les deux parties du recueil sont encadrées de mouvements de messe eux aussi adaptés pour orgue, comme la Missa Cunctipotens genitor.
Les fos  62 et 26r contiennent un palimpseste d'une pièce inconnue, effacée et écrite par Johannes Bonadies en 1474.
Les folios du manuscrit figurent notés au crayon, en bas de page de droite (travail effectué en 1959 par Dragan Plamenac, lors de la réorganisation des fascicules). La reliure date de 1958.

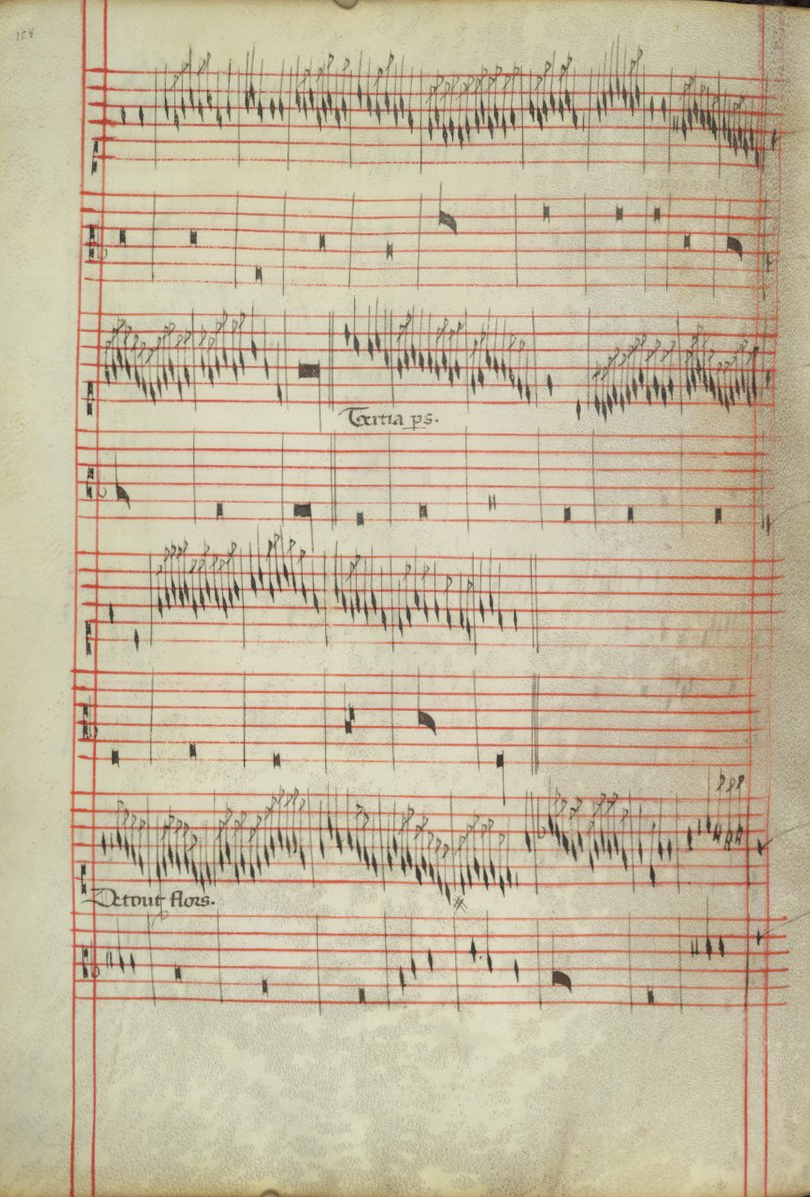
Intabulation d'après De tout flors de Machaut — fo  37vo .
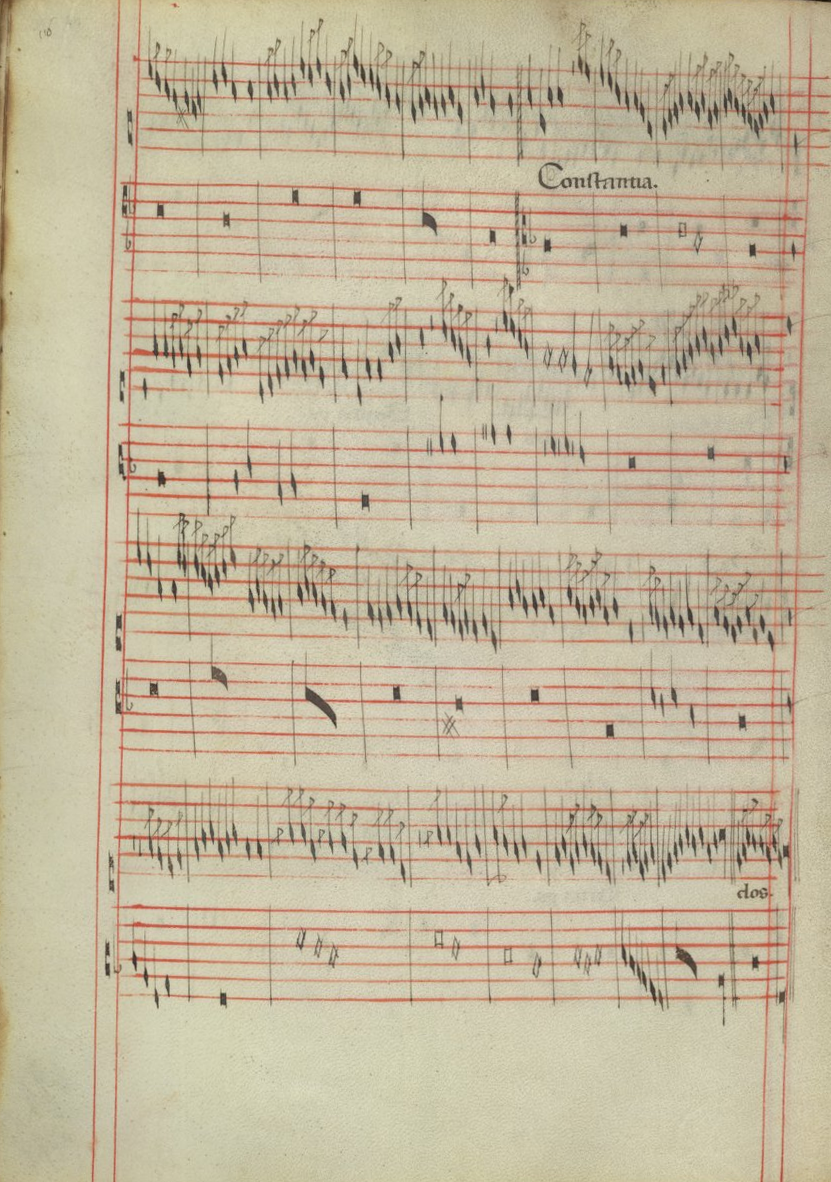
Intabulation d'après Constantia — fo  41vo .
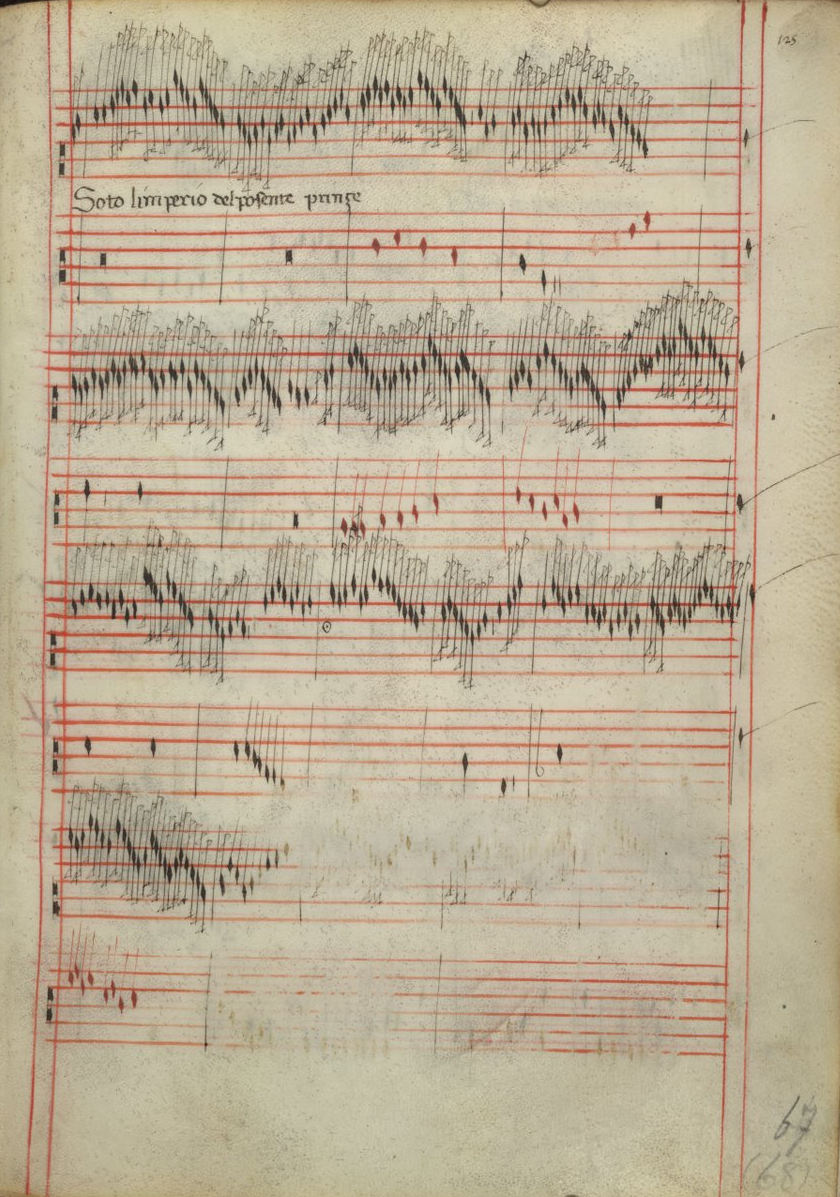
Intabulation d'après Sotto l'imperio — fo  68.
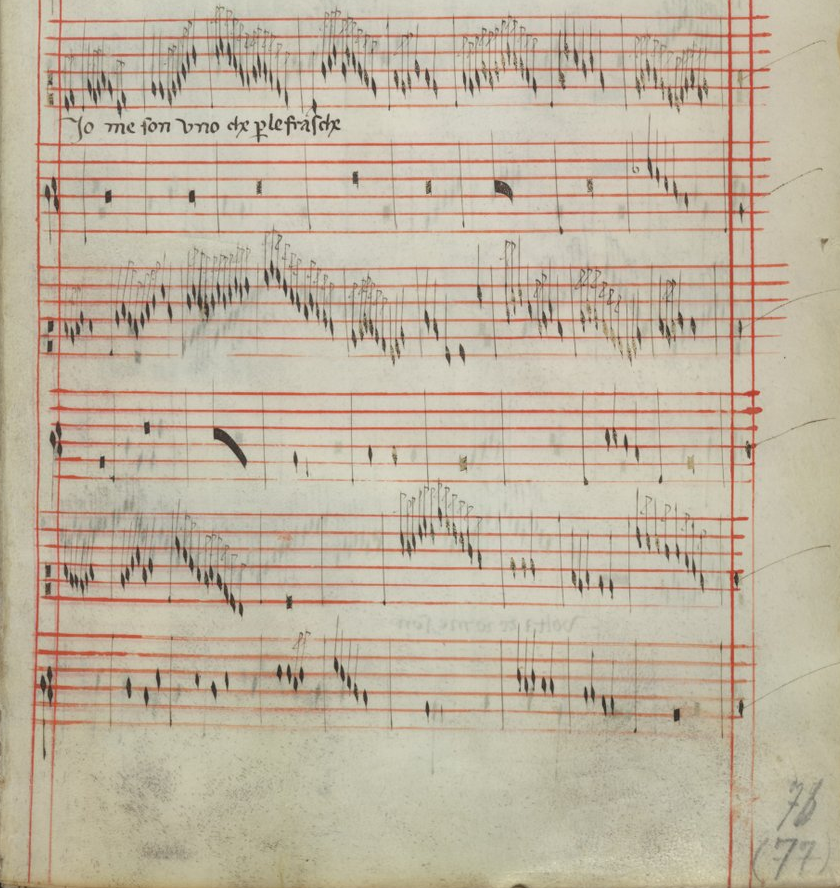
Intabulation d'après Jo me son uno che per le frasche de Jacopo da Bologna — fo  77.
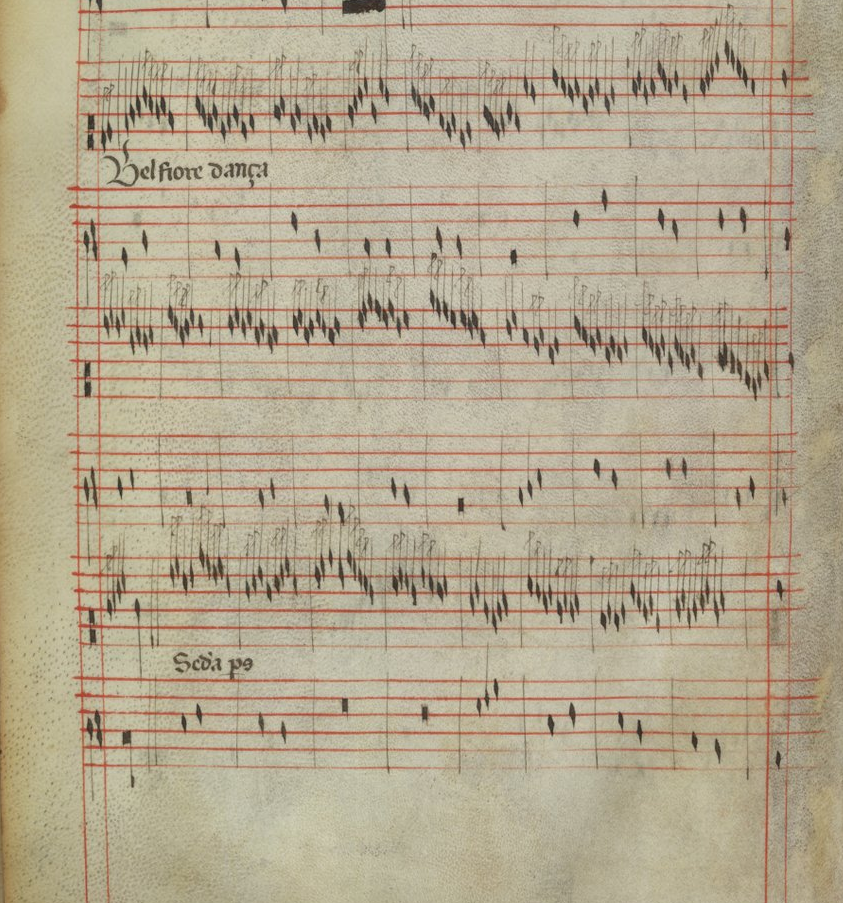
Intabulation d'après Bel fiore danza — fo  80.

## Contenu
Onze œuvres apparaissent sans le texte.
| no   | fo         | titre                                                          | compositeur              | forme                                         | concordances  | enregistrements                                                                | notes |
| ---- | ---------- | -------------------------------------------------------------- | ------------------------ | --------------------------------------------- | ------------- | ------------------------------------------------------------------------------ | --- |
| 1    | 2-3        | Kyrie eleison [« Fons et origo»]                               |                          | intabulation à 2 voix                         |               | CLE PUN                                                                        | |
| 2    | 3vo -5     | Et in terra pax [Gloria]                                       |                          | intabulation à 2 voix                         |               |                                                                                | |
| 3    | 5vo -6     | Kyrie eleison                                                  | John Hothby              | 3 voix                                        |               |                                                                                | |
| 4    | 6vo -7     | Magnificat : Et exultavit spiritus meus                        | Bernhard Ycart           | 4 voix                                        |               |                                                                                | |
| 5    | 7vo -8     | Magnificat : Et exultavit spiritus meus                        | Bernhard Ycart           | 4 voix                                        |               |                                                                                | certains auteurs attribuent la pièce à Heinrich Isaac |
| 6    | 8vo -9     | Kyrie eleison                                                  | Bernhard Ycart           | 4 voix                                        |               |                                                                                | certains auteurs attribuent la pièce à Heinrich Isaac |
| 7    | 9vo -11    | Et in terra pax [Gloria]                                       | Bernhard Ycart           | 4 voix, latin                                 |               |                                                                                | |
| 8    | 11vo       | [sans texte]                                                   | John Hothby              | 3 voix                                        |               |                                                                                | |
| 9    | 20vo -21   | Christos sanesti et necron                                     | Johannes de Erfordia     | 4 voix, latin                                 |               |                                                                                | |
| 10   | 27vo -28   | Ora pro nobis                                                  | John Hothby              | 3 voix, latin                                 |               |                                                                                | |
| 11   | 28vo -29   | Ave regina caelorum                                            | Johannes de Erfordia     | 3 voix, latin                                 |               |                                                                                | |
| 12   | 29vo -30   | Kyrie eleison                                                  | Johannes de Erfordia     | 3 voix                                        |               |                                                                                | |
| 13   | 30vo -31   | Sanctus                                                        | Johannes de Erfordia     | 3 voix, latin                                 |               |                                                                                | |
| 14   | 36-36vo    | In Descort (A discort sont Désir et Espérance)                 |                          | Motet, intabulation à 2 voix, latin           | PR            | FON, FRA                                                                       | |
| 15   | 37-37vo    | Hont paur (Honte, paour, doubtance)                            |                          | intabulation à 2 voix, français               | FP            | STU, ORG, TRE, UNI, FAE, FRA, EGB, CAM                                         | |
| 16   | 37v-38vo   | De tout flors (De toutes flours)                               | Guillaume de Machaut     | ballade. intabulation à 2 voix, français      | FP            | SCB, MHS, EML, LIB, LIC, ORG, TRE, FAE, ECG, ALT, DIS                          | |
| 17   | 38vo -39   | Aspire refus (Aspre refus contre doulce priere)                | John Hothby              | Motet, intabulation à 2 voix, latin           | STB           | UNI                                                                            | |
| 18   | 39-40      | Elas mon cœur                                                  | John Hothby              | chanson, intabulation à 2 voix, français      |               | ORG, UNI, POL                                                                  | seconde version fos 44vo -46vo . David Catalunya, Clavisimbalum |
| 19   | 40-40vo    | De ce que fol pense                                            |                          | chanson, intabulation à 2 voix, français      | PR            | PAG, HAU, TFL                                                                  | basé sur une œuvre vocale de Pierre des Molins |
| 20   | 40v-41vo   | J'ay grant espoir de ma vie                                    |                          | ballade. intabulation à 2 voix, français      | PR            | ORG, UNI                                                                       | titre original J'ay grant desespoir de ma vie |
| 21   | 41vo -42   | Constantia                                                     |                          | chanson, intabulation à 2 voix                |               | GVO, ORG, DUF, FER, ECG, FON                                                   | |
| 22   | 42-43      | Le ior                                                         |                          | chanson, intabulation à 2 voix, français      |               | ORG, UNI, POL                                                                  | |
| 23   | 43-43vo    | Christus rex pacificus = Jour à jour la vie                    | Guillaume de Machaut     | intabulation à 2 voix, français contrafactum. | PR, FP        |                                                                                | seconde version fos 50-50vo |
| 24   | 43vo -44vo | Viver ne puis                                                  |                          | intabulation à 2 voix                         |               |                                                                                | |
| 25   | 44vo -46vo | Elas mon cœur                                                  | John Hothby              | chanson, intabulation à 2 voix, français      |               |                                                                                | première version fos 39-40. Selon Kugler, cette version II est très difficile à rendre en notation moderne                                                                                          |
| 26   | 46vo -48   | Deduto sei a quel che mai non fusti                            | Zacara da Teramo         | profane, intabulation à 2 voix, italien       |               | ORG                                                                            | |
| 27   | 48vo -49   | [Or sus, vous dormés trop] Or sus, vous dormez trop, ma dame   |                          | Motet, intabulation à 2 voix, français        |               | MAR, NBC                                                                       | |
| 28   | 49vo       | [sans texte]                                                   |                          | intabulation                                  |               | DUF, ECG, CPA                                                                  | |
| 28.1 | 49vo       | [sans texte]                                                   |                          | intabulation                                  |               | DUF                                                                            | |
| 29   | 50         | i'aime la biaute                                               |                          | intabulation à 2 voix                         |               |                                                                                | |
| 30   | 50-50vo    | Christus rex pacificus = Jour à jour la vie                    | Guillaume de Machaut     | intabulation à 2 voix, français contrafactum  |               |                                                                                | première version fos 43-43vo |
| 31   | 50vo -52   | Rosetta che non cançi mai colore (I)                           |                          | intabulation à 2 voix, italien                |               |                                                                                | |
| 32   | 52vo -54   | Tūpes (?)                                                      |                          | profane, intabulation à 2 voix                |               |                                                                                | |
| 33   | 54vo       | Sangilio (?)                                                   |                          | intabulation à 2 voix                         |               | VOI, CLE, AMC                                                                  | |
| 34   | 54vo -56vo | [sans texte]                                                   |                          | intabulation                                  |               |                                                                                | |
| 35   | 56vo -57   | Biance flour                                                   |                          | chanson, intabulation à 2 voix, italien       |               | RES, MUN, UNI                                                                  | le titre figure en marge, mais le modèle vocal est inconnu ce qui pose des problèmes de transcription des valeurs en notes modernes                                                                 |
| 36.1 | 57-58      | [sans texte]                                                   |                          | intabulation                                  |               | DUF, VOI, SIX, PUN                                                             | |
| 37   | 59vo -60   | Kyrie                                                          |                          | 2 voix                                        |               |                                                                                | C'est au fo 62 qu'a été découvert un palimpseste d'un Kyrie Orbis, une pièce inconnue, effacée par Johannes Bonadies.                                                                               |
| 38   | 63         | Que est ista que ascendit                                      | John Hothby              | Motet profane, 4 voix, latin                  |               |                                                                                | |
| 39   | 63vo -65   | Magnificat : Et exultavit spiritus meus                        | John Hothby              | 3 voix, latin                                 |               |                                                                                | |
| 40   | 65vo -66   | Magnificat : Et exultavit spiritus meus                        | Bernhard Ycart           | 3 voix, latin                                 |               |                                                                                | certains auteurs attribuent la pièce à Heinrich Isaac |
| 41   | 66vo -67vo | Magnificat : Et exultavit spiritus meus                        |                          | 3 voix, latin                                 |               |                                                                                | |
| 42   | 68-69vo    | Sotto l'imperio del posente prince                             |                          | intabulation à 2 voix, italien                | Pit           |                                                                                | |
| 43   | 69vo -70vo | Qualle legge move                                              |                          | intabulation à 2 voix, italien                | PR            |                                                                                | |
| 44   | 71-72      | La dolçe sere (La douce cere)                                  |                          | intabulation à 2 voix, italien                | Sq            | NBC, LON, TET                                                                  | |
| 45   | 72-73      | O cieco mondo di lusinghe pieno                                | Jacopo da Bologna        | Motet, intabulation à 2 voix, italien         | Pit           | DUF, TRE, HUE                                                                  | |
| 46   | 73-74vo    | Aquila altera (Aquila altera / Creatura gentil / Uccel di Dio) | Jacopo da Bologna        | Motet, intabulation à 2 voix, italien         | PR            | PAN, LIB, REV, ORG, CLA, TRE, UNI, TFO, BER, RAY                               | La traduction des trois voix différentes de la version du madrigal à trois voix est : « aigle altier / douce créature / oiseau de Dieu ». Les variations du Faenza sont très virtuoses. Ernst Stolz |
| 47   | 74vo -77   | In perial sedendo (Imperiale sedendo fra più stelle)           | [Fra Bartolino]          | intabulation à 2 voix, italien                |               | RSU                                                                            | |
| 48   | 77-78      | Jo me son uno che per le frasche                               | Jacopo da Bologna        | intabulation à 2 voix, italien                |               | PAN, ORG, TRE, RIF                                                             | David Catalunya, Clavisimbalum |
| 49   | 78-79      | Non na el so amante (Non al suo amante più Diana piacque)      | Jacopo da Bologna        | intabulation à 2 voix, italien                |               | RIC, PAN, GVO, TRE, PUN                                                        | Poème de Pétrarque |
| 50   | 79-79vo    | Kyrie [« Cunctipotens Genitor Deus »]                          |                          | intabulation à 2 voix                         |               | SYN, DUF, MAR, PUN                                                             | |
| 51   | 79v-80v    | Che pena questa (Che pena è quest'al cor)                      |                          | profane, intabulation à 2 voix                |               | ORG, FAE, ECG                                                                  | |
| 52   | 80vo -81   | Bel fiore danza                                                |                          | profane, intabulation à 2 voix                |               | PER, NBE, BAM, DUF, EMA, UNI, AFA, ECG, CIN, LAM, WIT, RIE, SIG, MAR, AMC, DEA | |
| 53   | 81-81vo    | Non ara may pieta questa mia dona                              | Francesco Landini        | intabulation à 2 voix, italien                |               | RES, UNI, ECG                                                                  | Ernst Stolz, vielle |
| 54   | 82-82vo    | Un fior(e) gentil m'apparse                                    | Antonio Zacara da Teramo | ballata. intabulation à 2 voix, italien       |               | TRE                                                                            | |
| 55   | 82-83vo    | Rosetta che non cançi mai colore (II)                          | Antonio Zacara da Teramo | ballata. intabulation à 3 voix, italien       | BOL, LUC, PAR | TRE                                                                            | |
| 56   | 84         | Diva panthera                                                  | John Hothby              | Motet à 3 voix, latin                         |               |                                                                                | |
| 57   | 84vo -85   | Tard' il mio cor                                               | John Hothby              | 3 voix, italien                               |               |                                                                                | |
| 58   | 85vo       | Ave sublime triumphale                                         | John Hothby              | Motet à 3 voix, latin                         |               |                                                                                | |
| 59   | 86-86vo    | Amor                                                           |                          | profane à 3 voix                              |               |                                                                                | |
| 60   | 87         | Non so se 'l è la mia culpa                                    | Johannes de Erfordia     | 3 voix                                        |               |                                                                                | |
| 61   | 87vo       | Doloroso mi tapinello io son                                   | Johannes de Erfordia     |                                               |               |                                                                                | |
| 62   | 88-90      | Kyrie eleison [« Cunctipotens genitor Deus »]                  |                          | intabulation à 2 voix                         |               | DGO, PUN                                                                       | |
| 63   | 90-92vo    | Et in terra pax [Gloria]                                       |                          | intabulation à 2 voix                         |               | SIX, PUN                                                                       | |
| 64   | 93-94      | [sans texte]                                                   |                          | intabulation à 2 voix                         |               | DUF, PUN                                                                       | |
| 65   | 94vo       | Souentt mes pas                                                |                          | intabulation à 2 voix                         |               | ECG, PUN                                                                       | Pedro Memelsdorff émet d'idée qu'il s'agisse d'un contrafactum du Gloria patri. |
| 66   | 95         | [sans texte]                                                   |                          | intabulation à 2 voix                         |               | DUF                                                                            | |
| 67   | 95-95vo    | [sans texte]                                                   |                          | intabulation à 2 voix                         |               |                                                                                | |
| 68   | 96-96vo    | [sans texte]                                                   |                          | intabulation à 2 voix                         |               |                                                                                | |
| 69   | 96vo -97   | [sans texte]                                                   |                          | intabulation à 2 voix                         |               | DUF, VOI, SIX, TFO, EST, RVD, LEI, HUE, PUN                                    | |
| 70   | 97-97vo    | [sans texte]                                                   |                          | profane, intabulation à 2 voix                | HUE           | HUE                                                                            | |

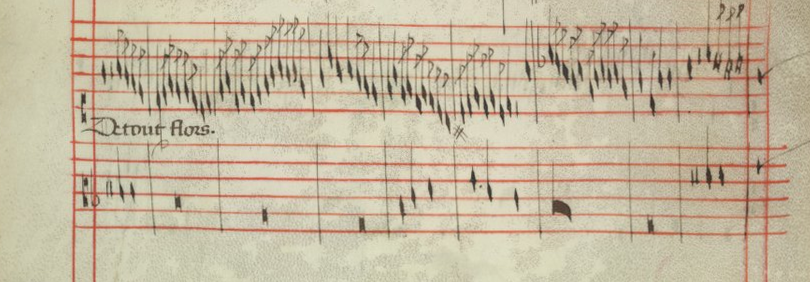
Première ligne de l'Intabulation d'après De tout flors de Guillaume de Machaut — 37v. La portée du bas est la partie de ténor sans modification, la portée du haut est la glose musicale ou diminutions (deux siècles avant que Mudara et Ortiz n'inventent le principe de la variation). C'est la première fois que le musicien peut lire la musique en un système superposé sur un même axe.

Concordance des autres manuscrits, pour le modèle vocal :
- BOL - Bologne, Civico Museo Bibliografico Musicale, Ms. Q 15  (olim Liceo musicale)
- Sq - Florence, Bibliothèque Laurentienne, Palat. 87, Codex Squarcialupi
- FP - Florence, Bibi. Nazionale Centrale, Panc. 26
- HUE - Burgos, Monasterio de Las Huelgas, Codex Las Huelgas
- LUC - Lucca (Lucques), Archivio di Stato 184, Codex Mancini
- PAR - Paris, Bibliothèque nationale, nouv. aq. fr. 4917
- PR - Paris, Bibliothèque nationale, nouv. aq. fr. 6771, Codex Reina
- Pit - Paris, Bibliothèque nationale, fonds italien 568, dit Pit
- STB - Strasbourg, Bibliothèque Municipale (olim Bibliothèque de la Ville) 222 C. 22

## Discographie
Les quatre albums centrés sur le Codex Faenza, ont été mis en gras.
- 1957  – [FRO] Anthologie de la Musique d'orgue des Primitifs à la Renaissance. Pierre Froidebise (3LP Ducretet-Thomson Duc 320-C-131) (Fiche sur medieval.org)
- 1965  – [SYN] Lebendige Musik des Mittelalters und der Renaissance. Ensemble Syntagma Musicum. Kees Otten — rééd. Gateway to Classical Music. Early Music (1965, LP Electrola / EMI Classics 65924) (Fiche sur medieval.org) (Fiche sur medieval.org)
- 1969  – [RES] Music from the 100 Years War. Musica Reservata. John Beckett (1969, LP Philips « Trésors classiques » 839 753 LY) (Fiche sur medieval.org)
- 1969  – [MUN] Ecco la Primavera. Florentine music of the 14th century. Early Music Consort of London. David Munrow (LP Argo / Decca Serenata 436 219-2) (Fiche sur medieval.org) (Fiche sur medieval.org)
- 1969  – [SCB] Guillaume de Machaut - La Messe de Nostre Dame, 9 weltliche Werke-9. Friedreich Melzer, Ernst Haefliger, Jakob Stämpfli, Kurt Widmer, Mitglieder der Schola Cantorum Basiliensis. August Wenzinger. Archiv Produktion 25 33 054 (LP). (Fiche sur medieval.org)
- 1972  – [STU] Guillaume de Machaut: Chansons II. Studio der frühen Musik. Thomas Binkley (EMI « Reflexe » 555 7 63424 2) (Fiche sur medieval.org)
- 1972  – [BIN] Francesco Landini. Studio der frühen Musik. Thomas Binkley (13-17 janvier 1972, LP EMI « Reflexe » 1C 063-30 113) (Fiche sur medieval.org) (OCLC 935285588)
- 1972  – [MHS] Music of the Late Middle Ages and Renaissance. The Festival Consort (San Diego). Lawrence Selman (LP Musical Heritage Society MHS 1141). (Fiche sur medieval.org)
- 1973  – [RIC] Musik des Trecento um Jacopo da Bologna. Ricercare-Ensemble für Alte Musik, Zürich. Michel Piguet (LP EMI « Reflexe » 1C 063-30 111) (Fiche sur medieval.org).
- 1973  – [EML] The Art of Courtly Love. French secular music (1300-1475): Machaut, Binchois, Dufay. Early Music Consort of London. David Munrow. Virgin Veritas Edition 61284 (2 CD). (Fiche sur medieval.org).
- 1975  – [LIB] Guillaume de Machaut : Le Remède de Fortune. Motets, Ballades, Virelays. Ensemble Guillaume de Machaut de Paris. Guy Robert, Jean Belliard (Adès 14077-2) (Fiche sur medieval.org) (Fiche sur medieval.org)
- 1980  – [PER] L'Art du luth au Moyen Âge. Ensemble Perceval. Guy Robert (Arion ARN 60 264) (Fiche sur medieval.org)
- 2006  – [DEA] Christopher Dearnley Plays the Organs of St. Paul's Cathedral. Christopher Dearnley (janvier/février 1983, Priory Records) (OCLC 162136210)
- 1985  – [PAN] Jacopo da Bologna: Italienische Madrigale des 14. Jahrhunderts. Ensemble Project Ars Nova (Ars Musici AM 1274-2) (Fiche sur medieval.org)
- 1986  – [PAG] ''The Service of Venus and Mars. Music for the Knights of the Garter, 1340-1440. Gothic Voices. Christopher Page (Hyperion « Gramophone Award Series » 21238. (Fiche sur medieval.org)
- 1987  – [GVO] A Song for Francesca. Music in Italy, 1330-1430. Gothic Voices. Christopher Page (Hyperion 21286) (Fiche sur medieval.org)
- 1988  – [LIB] Intabulation and Improvisation in the 14th Century. Ensemble Super librum (Sonclair CD JB 128 836) (Fiche sur medieval.org)
- 1988  – [HUE] O cieco mundo. Huelgas Ensemble. Paul Van Nevel (Deutsche Harmonia Mundi « Baroque Esprit » 05472 77 439 2) (Fiche sur medieval.org)
- 1989  – [FON] L'Art des Jongleurs, Vol. 2. Estampies italiennes, virelais et ballades de Guillaume de Machaut, extraits du Codex Faenza. Ensemble Tre Fontane (Álba musica « Collection Patrimoine » AL 0389) (Fiche sur medieval.org)
- 1990  – [REV] Bestiarium. Animals in the Music of the Middle Ages. La Reverdie (Cantus 9601) (Fiche sur medieval.org)
- 1990  – [ORG] Codex Faenza : Italie, XVe siècle, par l'Ensemble Organum, dir. Marcel Pérès (octobre 1990, Harmonia Mundi HMA 190 1354) (Fiche sur medieval.org) (OCLC 605005180)
- 1990  – [NBE] Il Solazzo - Music for a medieval banquet. The Newberry Consort (Harmonia Mundi HMU 90 7038) (Fiche sur medieval.org)
- 1990  – [EST] Ave maris stella. Marienverehrung im Mittelalter. Estampie "Münchner Ensemble für frühe Musik".    Christophorus CHR 77 107. (Fiche sur medieval.org)
- 1991  – [CLA] Trecento. Musique Italienne du XIVe Siècle. Berry Hayward Consort, Groupe Vocal Claire Caillard-Hayward.     BNL Production BNL 112 803. (Fiche sur medieval.org)
- 1991  – [GVP] Lancaster and Valois. French and English music, 1350-1420. Gothic Voices. Christopher Page (Hyperion 66588) (Fiche sur medieval.org)
- 1992  – [GOT] The Study of Love. French Songs and Motets of the 14th Century. Gothic Voices. Christopher Page (Hyperion 66619) (Fiche sur medieval.org)
- 1993  – [TRE] Guillaume de Machaut et Le Codex Faenza - Ensemble Tre Fontane (septembre 1993, Álba Musica « Collection Patrimoine » AL 0694 / MU 244882) (Fiche sur medieval.org) (OCLC 800989240)
- 1993  – [BAM] Die Fräuelein von Franken. Musik und Geschichten aus der Zeit der Minnesänger. Capella Antiqua Bambergensis. Wolfgang Spindler. C.A.B. Records CAB-06. (Fiche sur medieval.org)
- 1994  – [DUF] Venice, Splendour of the World. Music for Popes and Doges from 15th-century Italy. Dufay Consort. Gary Cooper (Dervorguilla 105) (Fiche sur medieval.org)
- 1994  – [EGB] Le Jugement du Roi de Navarre. Machaut: Ballades, motets, virelais et textes dits. Ensemble Gilles Binchois. Dominique Vellard (Cantus 9626) (Fiche sur medieval.org)
- 1994  – [ALB] Guillaume Machaut & his time. 14th Century French Ars Nova. Ensemble Alba Musica Kyo. Channel Classics 7094. (Fiche sur medieval.org)
- 1995  – [EMA] Dança Amorosa. Danze italiane del medioevo. Ensemble Modo Antiquo. Bettina Hoffmann, Federico Maria Sardelli (Opus 111 30-142) (Fiche sur medieval.org)
- 1995  – [POL] L'Art de la Harpe, vol. 1. Moyen Âge · Renaissance · Airs Traditionnels. Elena Polonska (1995, Arion 60370) (Fiche sur medieval.org) (OCLC 658357991)
- 1995  – [UNI] Codex Faenza : Instrumental Music of the Early XVth Century - Ensemble Unicorn, dir. Michael Posch (28-30 novembre 1995, Naxos 8.553618) (Fiche sur medieval.org) (OCLC 811256300)
- 1995  – [CAM] Machaut: Chansons. Ars Cameralis. Lukas Matousek. Studio Matous MK 0027. (Fiche sur medieval.org)
- 1995  – [RSU] Suso in Italia Bella. Musique dans les cours et cloitres de l'Italie du Nord. La Reverdie. Arcana A 320. (Fiche sur medieval.org)
- 1996  – [CPA] Moyen Age. Musique instrumentale du moyen âge. La Camerata de Paris (1996, Gallo CD-1071) (Fiche sur medieval.org) (OCLC 642300080)
- 1996  – [AFR] Beauté parfaite. L'Automne du Moyen Age. Chansons des XIVe et XVe siècle. Alla francesca (octobre 1996, Opus 111 30-173) (Fiche sur medieval.org) (OCLC 38951013)
- 1996  – [HAU] Musik der Engel. Italienische Musik des Trecento für Alte Capella und Perkussion. Les Haulz et les Bas (Christophorus CHR 77 194) (Fiche sur medieval.org)
- 1997  – [SIX] A Florentine Annunciation. Mass for the Feast of the Annunciation. Les Six (Move MD 3094) (Fiche sur medieval.org)
- 1997  – [FAE] Mi ris, mi plours. Musiques des XIIIe et XIVe siècles. Ensemble Faenza. Marco Horvat (Tabula Rasa TR01) (Fiche sur medieval.org)
- 1997  – [ECG] Douce Dame jolie’'. Ensemble Claude-Gervaise. Gilles Plante (Oratorio ORCD 4107) (Fiche sur medieval.org)
- 1997  – [FER] En doulz chastel de Pavie. Chansons à la cour des Visconti, 1400. Ferrara Ensemble. Crawford Young (Harmonia Mundi 905241) (Fiche sur medieval.org)
- 1997  – [RVD] Insula Feminarum. Résonances médiévales de la Féminité Celte. La Reverdie (Arcana A 311) (Fiche sur medieval.org)
- 1997  – [AFA] Armes, Amours. Chansons des 14e et 15e siècles. Alla francesca et Alta (Opus 111 30-221) (Fiche sur medieval.org)
- 1998  – [DGO] Les Maîtres de l'Organetto Florentin au XIVe siècle. Christophe Deslignes, Thierry Gomar (Ricercar 214) (Fiche sur medieval.org)
- 1998  – [LON] Ars Subtilior. New London Consort, Philip Pickett (Linn Records 039) (Fiche sur medieval.org)
- 1999  – [ECG] Landini: Ballate. Ensemble Camerata Nova et Ensemble Chominciamento di Gioia. Luigi Taglioni (Tactus TC 321 201) (Fiche sur medieval.org)
- 1999  – [VOI] Hoquetus. Medieval European Vocal Music. Theatre of Voices. Paul Hillier (Harmonia Mundi HMU 907185) (Fiche sur medieval.org)
- 1999  – [FRA] D'amours loial servant. Chansons d'amour françaises et italiennes des XIVe et XVe siècle Gérard Lesne et Alla francesca (Virgin « Veritas » 5 45357 2) (Fiche sur medieval.org)
- 1999  – [CLE] Machaut: La Messe de Nostre Dame. Clemencic Consort, Ensemble Nova, Polifonica Lucchese e Capella Santa Cecilia. René Clemencic (Arte Nova 271 982) (Fiche sur medieval.org)
- 1999  – [CIN] Bel fiore dança. Música Instrumental del Trecento (h. 1390). Cinco Siglos. Miguel Hidalgo (Fonoruz 611) (Fiche sur medieval.org)
- 2000  – [ALT] Ciconia, Dufay, Wolkenstein. Ensemble Alta Musica (Carpe Diem 16260) (Fiche sur medieval.org)
- 2000  – [TFL] Christo e nato / The Melodious Harp. Lauding the Nativity in Medieval Florence (Trefoil) (Fiche sur medieval.org)
- 2001  – [LAM] Catherine Lambert. Catherine Lambert, etc. (Tribu 21577) (Fiche sur medieval.org) (OCLC 232571452)
- 2001  – [WIT] Friedrich II - Stupor Mundi. Musik und Poesie am hofe des stauferkaisers. Oni Wytars (Carsten Wolfewicz. Verlag der Spielleute CD 0101) (Fiche sur medieval.org)
- 2001  – [RIE] Dufay: Voyage en Italie. La Reverdie (6-10 juin 2001, Arcana 317) (Fiche sur medieval.org) (OCLC 906202037)
- 2001  – [EAM] Wolkenstein. De Monte, Landini, de Molins, Fontaine, Fabri, Grenon ; Ensemble Alta Musica. Rainer Böhm (2001, Carpe Diem 16265) (Fiche sur medieval.org) (OCLC 255228374)
- 2002  – [DIS] Sur la terre comme au ciel. Un jardin au Moyen-Âge. Discantus, Alla francesca. Brigitte Lesne, Pierre Hamon (31 mars/3 avril 2002, Jade 198 796-2) (Fiche sur medieval.org) (OCLC 804318997)
- 2003  – [TFO] Christo è nato. Lauding the Nativity in Medieval Italy. Trefoil (MSR Classics 1094) (Fiche sur medieval.org)
- 2003  – [SIG] ... una danza a sonare. Artes Instrumentales del Trecento. Cinco Siglos (Fonoruz CDF 1337) (Fiche sur medieval.org)
- 2003  – [LEI] Musik für Orgel und Zink auf der ältesten spielbaren Orgel der Welt. Brett Leighton (5-7 novembre 2003, Motette Records) (OCLC 68710948)
- 2004  – [BER] Gentil mia Donna. Petrarca e la música. Laurens, Fuoco e Cenere. Jay Bernfeld (Arion ARN 68 648) (Fiche sur medieval.org) (OCLC 70171710)
- 2004  – [MAR] Gothic Pipes. The Earliest Organ Music. Kimberly Marshall. Capella Romana. Loft Recordings LRCD 1047. (Fiche sur medieval.org)
- 2004  – [AMC] Danze Strumentali Medievali Italiane, vol. 1. Anima Mundi Consort. Luca Brunelli Felicetti (Tactus 300002) (Fiche sur medieval.org) (OCLC 718334624)
- 2005  – [NBC] Puzzles and Perfect Beauty. Newberry Consort. Mary Springfels. Noyse Productions. (Fiche sur medieval.org)
- 2005  – [RAY] Rayuela. Instrumental music with recorders between 1300 and 1650. Ensemble Rayuela. Olive Music om 006. (Fiche sur medieval.org)
- 2005  – [RIF] Jacopo da Bologna: Madrigali e Cacce. La Reverdie (6-10 octobre 2003, Arcana A327) (Fiche sur medieval.org) (OCLC 890016523)
- 2006  – [TET] O tu cara sciença mia musica. Works from the Squarcialupi Codex. Tetraktys (Olive Music 007) (Fiche sur medieval.org)
- 2007  – [PUN] Faventina: the liturgical music of Codex Faenza 117 (1380-1420) - Ensemble Mala Punica, dir. Pedro Memelsdorff (juillet 2005, Ambroisie AM 105) [livret en ligne] (Fiche sur medieval.org) (OCLC 811454099)
- 2010 – [RAM] I dilettosi fiori: 14th century msic for clavisimbalum and flutes - Corina Marti (avril 2010, Ramée) (Fiche sur medieval.org) (OCLC 833365011)